# Kanton Eyguières
Kanton Eyguières (fr. Canton d'Eyguières) je francouzský kanton v departementu Bouches-du-Rhône v regionu Provence-Alpes-Côte d'Azur. Skládá se ze sedmi obcí.

## Obce kantonu
- Alleins
- Aureille
- Eyguières
- Lamanon
- Mallemort
- Mouriès
- Vernègues